# 葛底斯堡
葛底斯堡（英語：Gettysburg，當地 i/ˈɡɛtɪsbɜːrɡ/）是美国宾夕法尼亚州亚当斯县的自治市和县政府所在地。葛底斯堡战役和亚伯拉罕·林肯总统的葛底斯堡演说都以这个小镇命名。在葛底斯堡国家军事公园里，小镇接待着前来参观葛底斯堡国家战场的游客。根据2010年的人口普查，该行政区有7,620人。

## 历史

### 早期历史
1761年：来自爱尔兰的塞缪尔·盖蒂在西朋斯堡-巴尔的摩和费城-匹兹堡十字路口定居，并建立了一家酒馆供士兵和商人歇息。
1786年：市镇边界确立，杜宾府酒馆（1776年）位于西南部。
1790年：一个位于亨特镇和盖蒂镇之间的斯特拉班镇计划成为亚当斯县的所在地。一年后，教士亚历山大·杜宾和老大卫·摩尔被任命为亚当斯县的受托人，在葛底斯堡建造公共建筑。
1858年：葛底斯堡铁路建成了一条从葛底斯堡到汉诺威的铁路，一年后葛底斯堡火车站开放。开往这个城镇的客运列车于1942年停止。该车站于2006年被修复。2011年，参议员鮑伯·凱西提出了S. 1897法案，该法案将把火车站包括在葛底斯堡国家军事公园的边界之内。
1860年：在最初的创始人定居近一百年后，这个市镇的规模已经扩大到由“450栋建筑组成，其中包括马车制造、制鞋和制革厂”。

### 内战
1863年7月1日至3日期间，葛底斯堡战役是美国内战期间规模最大的战役之一，在该镇附近的田野和高地上展开。
罗伯特·E·李指挥的北弗吉尼亚邦联军队在战斗的初期取得了胜利，但最终被乔治·米德指挥的波多马克军团击败。李将军进行了有序的撤退，并设法越过波托马克河逃跑，没有被拖入另一场战斗。亚伯拉罕·林肯总统严厉批评米德谨慎追击，未能击溃李将军撤退的军队。
伤亡人数很高，南军士兵损失超过27000人，北军则损失23000士兵。葛底斯堡的居民在邦联撤退后留下来照顾伤员和埋葬死者。夏日的阳光下，大约8000人、3000匹马长眠于此。士兵们的遗体逐渐被重新埋葬在今天的葛底斯堡国家公墓，1863年11月19日，亚伯拉罕·林肯在那里参加了一场仪式，正式祭祀这片土地，并发表了葛底斯堡演说。
20岁的珍妮·韦德是战斗中唯一被打死的平民。7月3日，她在做面包时被一颗流弹击中，当时子弹穿过了厨房的门。
在镇上的一些房子里仍然可以看到损坏的痕迹，尤其是神学院山脊上的施马克宅邸（Schmucker House）。

### 家具行业
家具制造业在20世纪上半叶成功占领了葛底斯堡。葛底斯堡制造公司成立于1902年，是该地区第一家以生产住宅家具为目的的公司。其他公司很快跟进。大约在20世纪20年代，该区的工业达到了生产和成功的顶峰。然而，从1951年起，这一重要的行业开始走下坡路，当时三家主要公司要么搬迁、关闭，要么被出售。葛底斯堡家具厂于1960年关闭，成为宾夕法尼亚州以外其他家具厂的仓库和分销点。

### 旅游业
葛底斯堡与旅游业相关的制造业包括19世纪晚期为葛底斯堡战场制造炮架、桥架和大炮的铸造厂，以及为旅游服务而建造酒店、马厩和其他建筑的建筑业。该行政区早期的旅游建筑包括博物馆（如1881年的丹纳博物馆）、纪念品商店、电车建筑（在此之前有一辆从葛底斯堡火车站到斯普林斯酒店的马拉车），以及用小型马车（集体马车）载着游客参观的行业。市区的观光服务包括鬼游、住宿和早餐住宿，以及历史解说等。
葛底斯堡也是艾森豪威尔国家历史遗址的所在地，保存着德怀特·D·艾森豪威尔的家和农场。

## 地理
葛底斯堡位于美国30号公路和15号公路的交叉点附近，在宾夕法尼亚州约克以西约25英里（40），马里兰州弗雷德里克以北35英里（56）。石溪是莫諾卡西河的一条支流，也是波托马克河流域的一部分，沿其东部边缘流动。根据美国人口普查局的数据，该行政区的土地总面积为1.7平方英里（4.3平方）。

### 气候
葛底斯堡位于宾夕法尼亚州北部和中部潮湿的大陆性气候与马里兰州中部潮湿的亚热带气候之间的过渡地带，夏季炎热潮湿，冬季凉爽。平均来说，一月是最冷的月份，平均温度为30 °F（−1 °C）。冬天从凉爽到适度寒冷，降雪相对频繁。7月是最温暖的月份，平均气温为74.5 °F（23.6 °C），6月是最潮湿的月份。葛底斯堡记录的最高温度是1988年的104 °F（40 °C）；记录的最冷温度是1994年的−25 °F（−32 °C）。
| 葛底斯堡            | 葛底斯堡  | 葛底斯堡  | 葛底斯堡  | 葛底斯堡  | 葛底斯堡   | 葛底斯堡   | 葛底斯堡  | 葛底斯堡  | 葛底斯堡   | 葛底斯堡  | 葛底斯堡  | 葛底斯堡  | 葛底斯堡      |
| 月份                | 1月       | 2月       | 3月       | 4月       | 5月        | 6月        | 7月       | 8月       | 9月        | 10月      | 11月      | 12月      | 全年          |
| ------------------- | --------- | --------- | --------- | --------- | ---------- | ---------- | --------- | --------- | ---------- | --------- | --------- | --------- | ------------- |
| 历史最高温 °F（°C） | 72 (22)   | 78 (26)   | 87 (31)   | 93 (34)   | 93 (34)    | 98 (37)    | 104 (40)  | 104 (40)  | 98 (37)    | 92 (33)   | 83 (28)   | 79 (26)   | 104 (40)      |
| 平均高温 °F（°C）   | 39 (4)    | 43 (6)    | 52 (11)   | 64 (18)   | 73 (23)    | 82 (28)    | 86 (30)   | 84 (29)   | 77 (25)    | 66 (19)   | 55 (13)   | 43 (6)    | 64 (18)       |
| 平均低温 °F（°C）   | 21 (−6)   | 23 (−5)   | 30 (−1)   | 40 (4)    | 49 (9)     | 58 (14)    | 63 (17)   | 61 (16)   | 53 (12)    | 41 (5)    | 33 (1)    | 25 (−4)   | 41 (5)        |
| 历史最低温 °F（°C） | −25 (−32) | −14 (−26) | 0 (−18)   | 16 (−9)   | 27 (−3)    | 35 (2)     | 43 (6)    | 35 (2)    | 31 (−1)    | 20 (−7)   | 12 (−11)  | −5 (−21)  | −25 (−32)     |
| 平均降水量 （mm）   | 3.24 (82) | 3.00 (76) | 3.54 (90) | 3.53 (90) | 4.33 (110) | 4.29 (109) | 3.36 (85) | 3.81 (97) | 4.22 (107) | 3.28 (83) | 3.40 (86) | 3.23 (82) | 43.23 (1,097) |
| 来源：天气频道；    |           |           |           |           |            |            |           |           |            |           |           |           |               |

宾夕法尼亚州的第一个农场甲烷沼气池建于1978年葛底斯堡附近的梅森-迪克森农场，发电量为600千瓦。

## 人口统计资料
| 调查年     | 人口  | 备注  | %±    |
| ---------- | ----- | ----- | ----- |
| 1830       | 1,473 |       | —     |
| 1840       | 1,908 |       | 29.5% |
| 1850       | 2,180 |       | 14.3% |
| 1860       | 2,390 |       | 9.6%  |
| 1870       | 3,074 |       | 28.6% |
| 1880       | 2,814 |       | −8.5% |
| 1890       | 3,221 |       | 14.5% |
| 1900       | 3,495 |       | 8.5%  |
| 1910       | 4,030 |       | 15.3% |
| 1920       | 4,439 |       | 10.1% |
| 1930       | 5,584 |       | 25.8% |
| 1940       | 5,916 |       | 5.9%  |
| 1950       | 7,046 |       | 19.1% |
| 1960       | 7,960 |       | 13.0% |
| 1970       | 7,275 |       | −8.6% |
| 1980       | 7,194 |       | −1.1% |
| 1990       | 7,025 |       | −2.3% |
| 2000       | 7,490 |       | 6.6%  |
| 2010       | 7,620 |       | 1.7%  |
| 2019年估计 | 7,724 | [ 4 ] | 1.4%  |
| Sources:   |       |       |       |

截至2010年人口普查，葛底斯堡共有7,620人，其中79.6%是非西班牙裔白人，10.9%是西班牙裔或拉丁裔，5.4%是非裔美国人，1.9%是亚裔，2.2%是其他族裔。
在2000年的人口普查中，葛底斯堡城市群的人口为15532。在2010年的人口普查中，葛底斯堡被纳入汉诺威市区，该地区人口为66301人。
2000年人口普查时，有7,490人、2,541户和1,229个家庭居住在该区。该行政区的种族构成为85.46%的白人、5.79%的黑人或非裔美国人、0.37%的印第安人、1.28%的亚洲人、0.04%的太平洋岛民、4.67%的其他种族、2.38%的两个或两个以上种族。8.02%的人口是西班牙裔或任何种族的拉丁裔。
共有2541户住户，其中22.5%有18岁以下的子女与他们住在一起，32.6%是已婚夫妇住在一起，12.6%是没有丈夫的女住户，51.6%是非家庭住户。42.5%的家庭由个人组成，16.7%的家庭有65岁或以上的独居者。平均每户人数为2.17人，平均家庭人数为2.94人。
18岁以下占16.2%，18 ~ 24岁占36.2%，25 ~ 44岁占19.1%，45 ~ 64岁占15.9%，65岁以上占12.5%。平均年龄为23岁。每100名女性对应着88.1名男性。每100个18岁及以上的女性，就有85.1个男性。
家庭收入中位数为$29,840。男性的收入中位数为30,341美元，女性为21,111美元。该行政区的人均收入为14,157美元。约13.2%的家庭和19.4%的人口处于贫困线以下，其中有17岁以下人口的家庭占24.0%，77岁或以上人口的家庭占5.2%。

## 当地政府
葛底斯堡自治市在一种议会管理形式的政府下运作，在这种形式下，7名地方议会成员是选举产生的。由七名成员组成的议会任命区经理和区书记。该区被分为三个选区。理事会的两名成员从每个区选出。第七名理事会成员由所有三个区选举产生。市议会设有多个委员会，包括:学院/社区、条例、公共安全、公共工程、立法、人力资源和财政。每个委员会有3名理事会成员，但有权力的主席由5名成员担任，几名理事会成员主持一个以上的委员会。有民选的市长和收税员。委员会在2016年被废除，取而代之的是每月一次的理事会研讨会，理事会所有7名成员在研讨会上讨论政策举措。该行政区管理着一个警察局。
县级层面
三名，选举产生的亚当斯县委员。2014年，他们分别是：主席兰迪•菲尔；副主席吉姆·马丁；还有马蒂·卡斯特特。
州级层面
- 丹·穆尔-宾夕法尼亚州众议院91区州代表
- 道格拉斯·马斯特里亚诺-宾夕法尼亚州参议院33区州参议员

联邦层面
- 共和党人约翰·乔伊斯，在重新划分选区后，2018年成为宾夕法尼亚州的第13个国会选区众议员。
- 帕特·图米，美国参议员
- 鮑伯·凱西，美国参议员

## 产业
该地区的主要产业是与葛底斯堡国家军事公园（包括葛底斯堡国家公墓）和艾森豪威尔国家历史遗址等历史遗迹相关的旅游业。泰斯堡有很多活动和旅游提供给那些对葛底斯堡地区和社区历史以及战役感兴趣的游客。游客们为了参加一年一度的葛底斯堡战役重现，会使用自治市的设施，其中包括葛底斯堡的多宾之家酒馆和旅馆。

### 葛底斯堡战役重现
从每年的7月1日到3日，志愿者们都会重演葛底斯堡战役。每天，演员们会展示战斗的不同部分，并对战斗的艰辛进行评论。这些战役由葛底斯堡国家军事公园的战场指南讲述。

## 教育

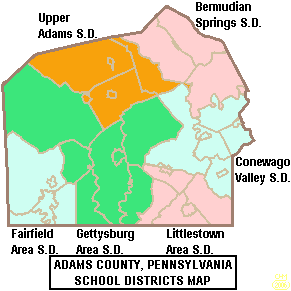
这是宾夕法尼亚州亚当斯县的学区地图

葛底斯堡的居民可以上葛底斯堡地区的当地公立学校，提供从全日制幼儿园到12年级的全过程教育。2013年，葛底斯堡地区的学区从全日制幼儿园到12年级的入学人数降至2997人。2013年，《匹兹堡商业时报》将葛底斯堡学区的学生学业成绩在498所公立学校中排名第171位。

## 姊妹城市
葛底斯堡的姐妹城市如下：
- 美国南达科他州葛底斯堡
- 尼加拉瓜莱昂（自1987年开始）[29]
- 法國圣梅尔埃格利斯（自1993年开始）
- 墨西哥莫雷利亚（自2004年开始）
- 日本 关原町（自2016年开始）[30]

## 名人
- 德怀特·艾森豪威尔，美国第34任总统和他的妻子玛米·艾森豪威尔在1961年离开白宫后退休到葛底斯堡附近的一个农场。他一直住在那里直到1969年去世。
- 艾迪·普朗克，棒球名人堂成员，1875年出生于葛底斯堡，在葛底斯堡学院打棒球。